# أليكس إدلستاين
أليكس إدلستاين (بالإنجليزية: Alex Edelstein)‏ هو شخصية أعمال أمريكي، ولد في 17 يناير 1969 في شيرمان أوكس في الولايات المتحدة.